# Mark Carney
Mark Joseph Carney (Fort Smith, Északnyugati területek, 1965. március 16. –) kanadai közgazdász és politikus, 2025 márciusa óta a Kanadai Liberális Párt vezetője és az ország miniszterelnöke, Justin Trudeau-tól vette át az irányítást. Korábban a Bank of Canada kormányzója volt 2008 és 2013 között, illetve a Bank of England 120. kormányzója 2013 és 2020 között.
Carney Edmontonban nőtt fel, tanulmányait a Harvard, illetve az Oxfordi Egyetemen végezte. Az alapdiplomáját 1988-ban kapta meg, majd később a közgazdasági doktori fokozatát Oxfordban szerezte. Eleinte a Goldman Sachs befektetési banknál, annak londoni, tokiói, New York-i és torontói irodáiban dolgozott, mielőtt 2003-ban a Bank of Canada kormányzóhelyettese lett. 2004-ben a Pénzügyminisztériumban kezdett el dolgozni, mielőtt 2007-ben átvette a Bank of Canada irányítását. Nagy szerepe volt az Egyesült Királyság pénzügyi politikájában a Bank of England vezetőjeként a Brexit és a Covid19-pandémia idején.
Carney ezt követően betöltött vezetőségi posztokat a Brookfield Asset Management és a Bloomberg L.P. cégeknél. A Covid19-pandémia közben Justin Trudeau egyik fontos tanácsadója volt, a Liberális Párt gazdaságpolitikai bizottságának elnöke lett. 2025 elején bejelentette, hogy indul a pártvezetői posztért Trudeau lemondása után; nagy különbséggel meg is választották.

## Magánélete
Édesapja, Bob a szülővárosában, Fort Smith-ben iskolaigazgató, édesanyja, Verlie szintén tanárként dolgozott. Carney négyéves korában a család Yellowknife-ba költözött, majd két évvel később Edmontonba, amikor apja az Albertai Egyetem neveléstörténet-professzora lett. Edmontonban nőtt fel bátyjával, Seannal, öccsévvel, Briannel és nővérével, Brendával.
Felesége Diana Fox Carney brit közgazdász; a házaspárnak négy lánya van. Diana Fox Carney a fejlődő országokkal foglalkozó közgazdász, a legutóbb ismert munkája a londoni székhelyű Institute for Public Policy Researchnél stratégiai igazgató volt, de a férje miniszterelnökké választásakor már nem volt ezen pozícióban. Amikor Carney Oxfordban tanult, ő is és Diana is az egyetemi jégkorongcsapat tagja volt, így ismerkedtek meg, majd 1994-ben össze is házasodtak. A pár először Torontóban élt, majd Ottawa Rockcliffe Park városrészében telepedtek el. 2013-ban, amikor Carney a Bank of Englandhez került, Londonba költöztek, ahonnan 2020-ban tértek vissza Ottawába. Innentől kezdve foglalkozott Carney a politikával, illetve környezetvédelmi kérdések is fontos szerepet töltöttek be a munkájában.
Carney legidősebb lánya, Cleo a környezetvédelemért való kiállásáról ismert, 2025-ben a Harvard Egyetem hallgatója volt. A másik három lányukról (Sasha, Amelia és Tess) nem került ki a nyilvánosságra túl sok információ.
Mark és Diana jégkorong-, illetve teniszrajongók. A pár nézőként 2016-ban és 2018-ban is jelen volt a Wimbledonban rendezett versenyeken. Carney vagyonát 2025 elején 6,97 millió dollárra becsülték. Carney az Everton FC rajongója; vannak felmenői Liverpoolból.

### Állampolgársága
Carney ír felmenőkkel rendelkezik; nagyszülei Írországból költöztek Kanadába. A kanadai állampolgársága mellett ír és brit állampolgársággal is rendelkezik. Az ír állampolgárságot az 1980-as években kapta meg, míg a britet 2018-ban, amikor az Egyesült Királyság központi bankját vezette. Miniszterelnök-jelöltként azt nyilatkozta, hogy megválasztása esetén le kíván mondani mind a brit, mind pedig az ír állampolgárságáról.